# Thrypticus brevicauda
Thrypticus brevicauda är en tvåvingeart som beskrevs av Van Duzee 1930. Thrypticus brevicauda ingår i släktet Thrypticus och familjen styltflugor.
Artens utbredningsområde är Peru. Inga underarter finns listade i Catalogue of Life.